# بني القباب (عبس)

تعديل مصدري - تعديل

بني القباب هي إحدى قرى عزلة البتارية بمديرية عبس التابعة لمحافظة حجة، بلغ تعداد سكانها 357 نسمة حسب تعداد اليمن لعام 2004.